# Hladový vrch
Hladový vrch, dříve označovaný jako Hošťálkovický kopec, s nadmořskou výškou 253 m n. m., leží u Hošťálkovic (městský obvod Ostravy), poblíže soutoku řek Opava a Odra a nedaleko od rozhledny Hošťálkovice. Kopec je na hranici pohoří Nízký Jeseník.
Na vrcholu se nachází renovovaná bývalá pozorovatelna civilní obrany (v literatuře nazývaná jako Pozorovatelna civilní obrany Hladový vrch) z období socialismu a vedle ní je informační tabule.
Pod vrcholem se západním směrem nachází bývalý pískovcový lom, který byl založen již před rokem 1742. Těžilo se v něm do roku 1927. Pod lomem se nachází chatařská osada.
Hladový vrch je výraznou terénní a strategickou dominantou soutoku řek Odra a Opava, a proto lákal pravěkého člověka k osídlení. Z archeologických výzkumů a nálezů lze usoudit, že zde bylo pravěké osídlení z doby gravettienu, mezolitu a zřejmě i pozdního paleolitu, což je pro Ostravu a její okolí unikátní. Archeologická lokalita byla zřejmě z velké části v místě zdejšího lomu a je tedy nenávratně ztracena. Byla zde nalezena i unikátní rytina mamuta na valounu stará 15 000 let.

## Další informace
Cesta na vrchol je nejlépe z ulice K vodě a je značena symboly „looped square“.
Hladový vrch byl využíván také zemědělsky (pole a sady).

## Galerie

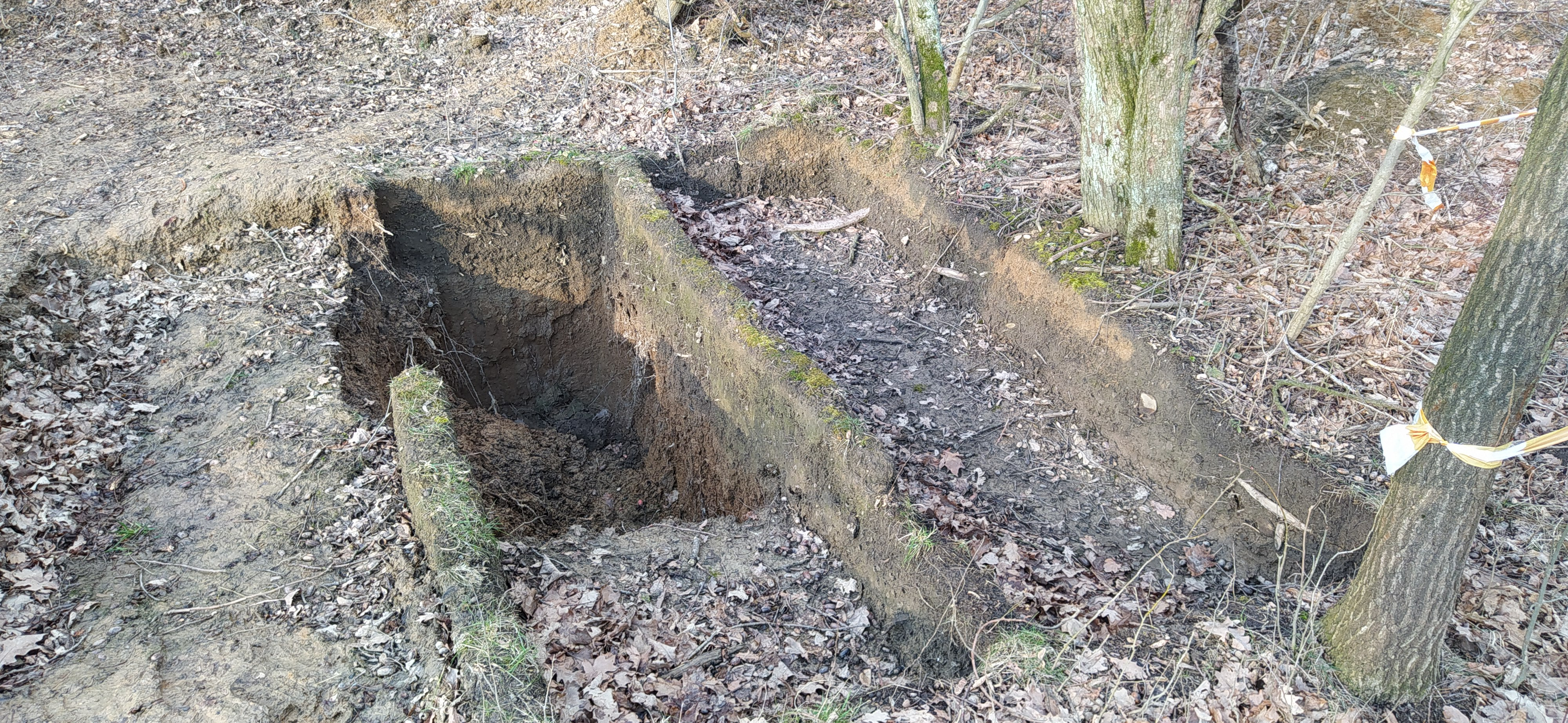
Hladový vrch - archeologické vykopávky
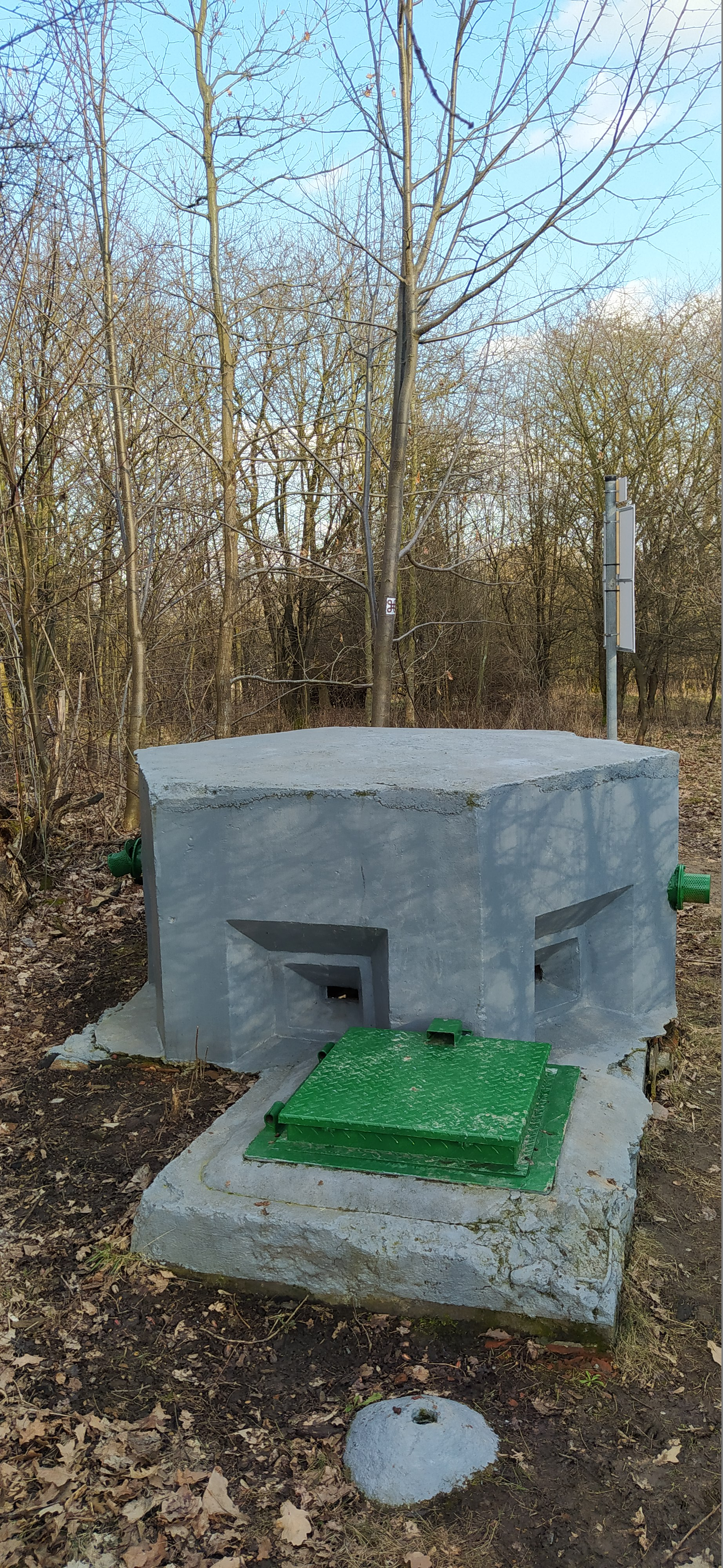
Hladový vrch - bývalá pozorovatelna civilní obrany
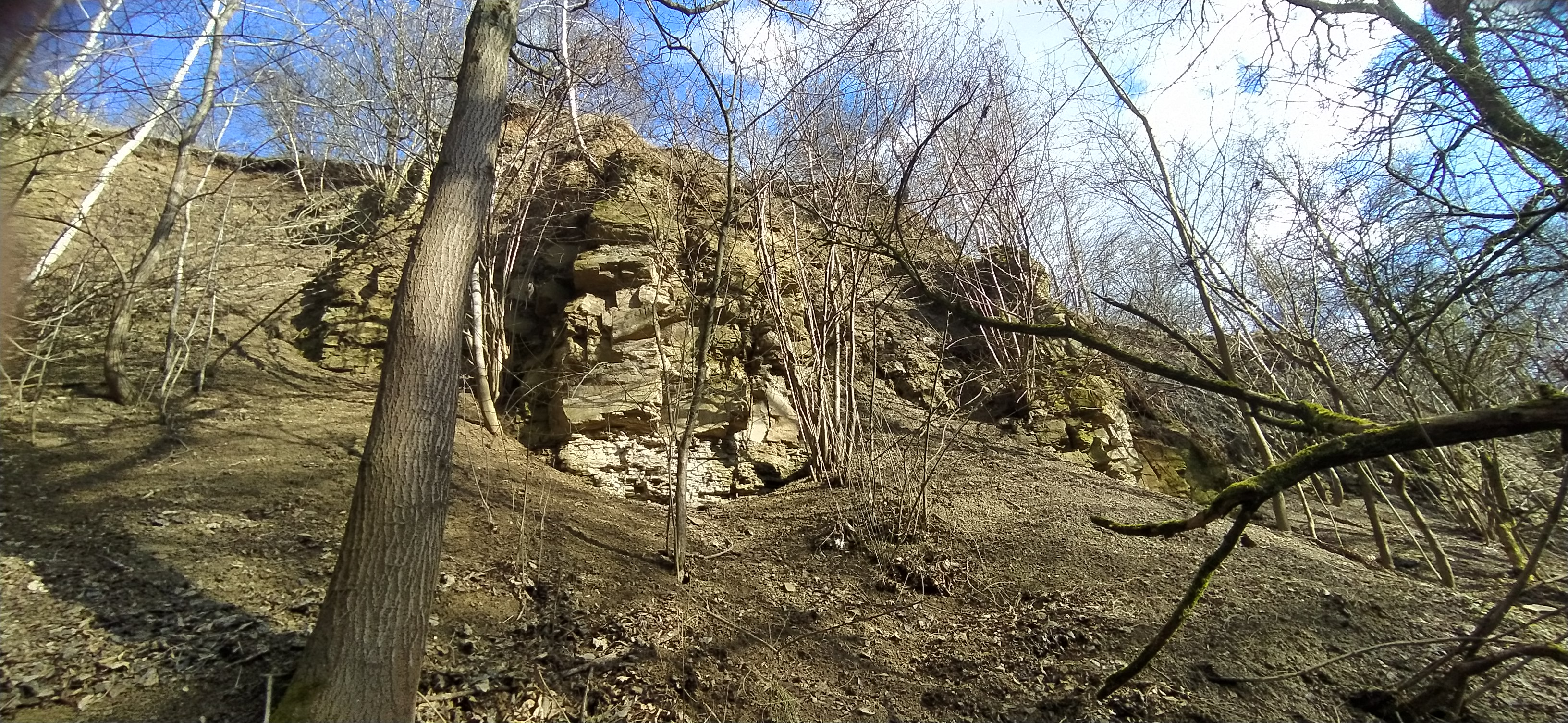
Hladový vrch - bývalý lom
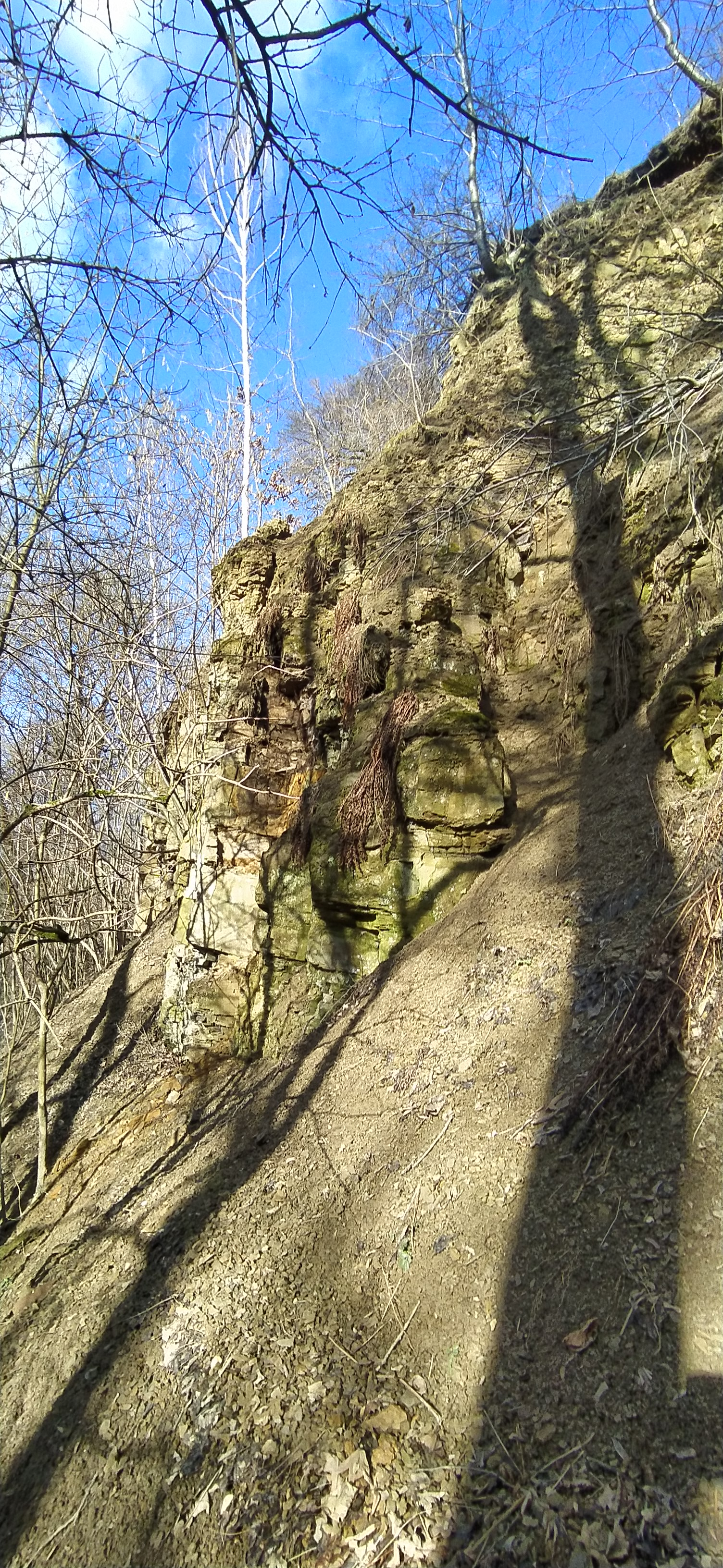
Hladový vrch - bývalý lom
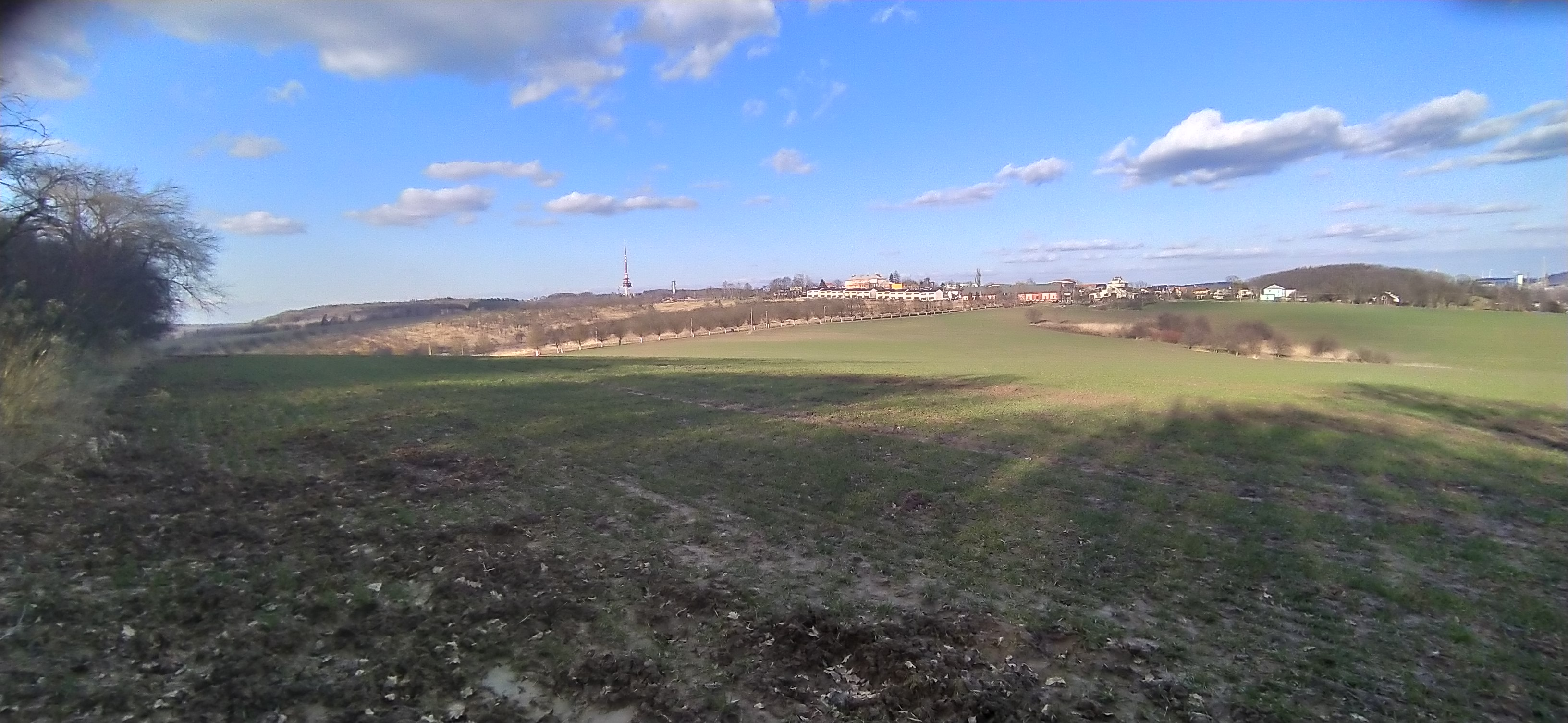
Pohled z Hladového vrchu na Hošťálkovice